# Martin Doktor
Martin Doktor (Polička, 21 maggio 1974) è un canoista ceco.
Ha vinto due medaglie d'oro, nel C1 500 m e nel C1 1000 m alle Olimpiadi di Atlanta 1996. Ha vinto anche due titoli mondiali e due europei.

## Palmarès
- Olimpiadi

Atlanta 1996: oro nel C1 500 m e nel C1 1000 m.
- Mondiali

1995: argento nel C1 500 m e C1 1000 m.
1997: oro nel C1 500 m, argento nel C1 200 m e C1 1000 m.
1998: oro nel C1 200 m, argento nel C1 1000 m e bronzo nel C4 1000 m.
1999: argento nel C1 200 m e C1 500 m, bronzo nel C1 1000 m.
2001: argento nel C1 1000 m.
2003: argento nel C1 200 m e bronzo nel C1 500 m.
2006: argento nel C1 200 m.
- Campionati europei di canoa/kayak sprint

Plovdiv 1997: oro nel C1 1000 m e argento nel C1 500m.
Zagabria 1999: argento nel C1 200m, C1 500m e C1 1000m.
Poznań 2000: oro nel C1 1000m e bronzo nel C1 200m.
Milano 2001: bronzo nel C1 1000m.
Seghedino 2002: bronzo nel C1 500m.
Poznań 2004: bronzo nel C1 200m e C1 1000m.
Račice 2006: argento nel C1 200m.